# Publi Tul·li Albinovà
Publi Tuli Albinovà (en llatí Publius Tullius Albinovanus) va ser un polític romà del partit de Gai Mari, durant la primera guerra civil. Formava part de la gens Túl·lia, una antiga gens romana procedent d'Alba Longa.
Va ser un dels 12 personatges declarats enemics de l'estat l'any 87 aC. Va poder fugir a la cort de Hiempsal II de Numídia. Després de la derrota de Papiri Carbó i Gai Norbà l'any 81 aC, va ser perdonat per Sul·la, després d'haver mort molts dels alts oficials de Norbà als que havia convidat a un banquet. Seguidament es va posar al costat de Sul·la, i els seus antics amics l'anomenaven "traidor".